# Walfrid Nordström
Walfrid Edvard Nordström, född 12 oktober 1904 i Viborg i Finland, död 15 juli 1989 i Maria Magdalena församling i Stockholm, var en svensk målare, tecknare och grafiker.
Han var son till målarmästaren Ernst Edvard Nordström och Gustava Wallgren samt 1934–1959 gift med sjuksköterskan Nina Brandt-Rantzau Hagemann. Efter studentexamen genomgick han Finlands konsthögskola Ateneum i Helsingfors. Senare studerade han konst vid Kungliga Konsthögskolan i Stockholm 1928–1931 och under ett flertal studieresor till ett tiotal länder. Dessutom vistades han i Paris 1936–1938. Separat ställde han ut i Umeå 1944 och på De ungas salong i Stockholm 1954. Tillsammans med Magnus Creutz och Götrik Örtenholm ställde han ut i Malmköping och tillsammans med Creutz och Helge Frender i Sollefteå. Han medverkade som inbjuden i flera samlingsutställningar bland annat i Eskilstuna, Örebro, Gävle och Falkenberg samt i samlingsutställningar arrangerade av Sveriges allmänna konstförening och lokala konstföreningar. Till hans offentliga arbeten hör intarsiaarbeten på fastigheter belägna på Urvädersgränd, Grevture- och Sysslomansgatan i Stockholm. Hans konst består av figurer, barn, porträtt, stilleben samt hamn- och gatumotiv utförda i flera olika tekniker. Nordström är representerad vid bland annat Stadsmuseet i Stockholm.